# Dittmar Jost
Dittmar Jost (* 9. März 1940 in Moravița; † 29. Juni 2002 in Köln) war ein deutscher Fußballspieler.

## Laufbahn
Drei Jahre lang spielte Jost beim 1. FC Köln, kam dabei unter den Trainern Péter Szabó und Oswald Pfau aber über den Status eines Ergänzungsspielers nicht hinaus. Zu seinen Teamkameraden gehörten unter anderem Karl-Heinz Schnellinger, der mit ihm bei den Kölnern begann, Hans Sturm und der Weltmeister von 1954, Hans Schäfer. 1961 wechselte Dittmar Jost innerhalb der Oberliga West zum TSV Marl-Hüls.

## Vereine
- 1958–1961 1. FC Köln
- 1961–1963 TSV Marl-Hüls

### Statistik
- Oberliga West
16 Spiele; 6 Tore

- Endrunde um die Deutsche Meisterschaft
4 Spiele; 2 Tore

- Westdeutscher Pokal
3 Spiele

### Erfolge
- 1960 Deutscher Vize-Meister